# Luleå Science Park
Luleå Science Park, tidigare Aurorum Science Park, och ursprungligen Teknikbyn Aurorum i Luleå startade under 1980-talet. Området är beläget på Porsön i anslutning till Luleå tekniska universitet och har nästan 100 företag med ungefär 1 000 anställda totalt.
I mars 2013 genomfördes ett namnbyte från Aurorum Science Park till Luleå Science Park. Namnbytet syftade dels till att stärka associationen till varumärket Luleå och dels till att ytterligare stärka namnet Luleå som varumärke.
Fram till augusti 2007 ägdes Aurorum av Luleå kommun genom bolaget Aurorum Teknikbyn AB. Diös Fastigheter AB tog över bolaget och fastigheterna i en försäljning värderad till ungefär 200 miljoner kronor.

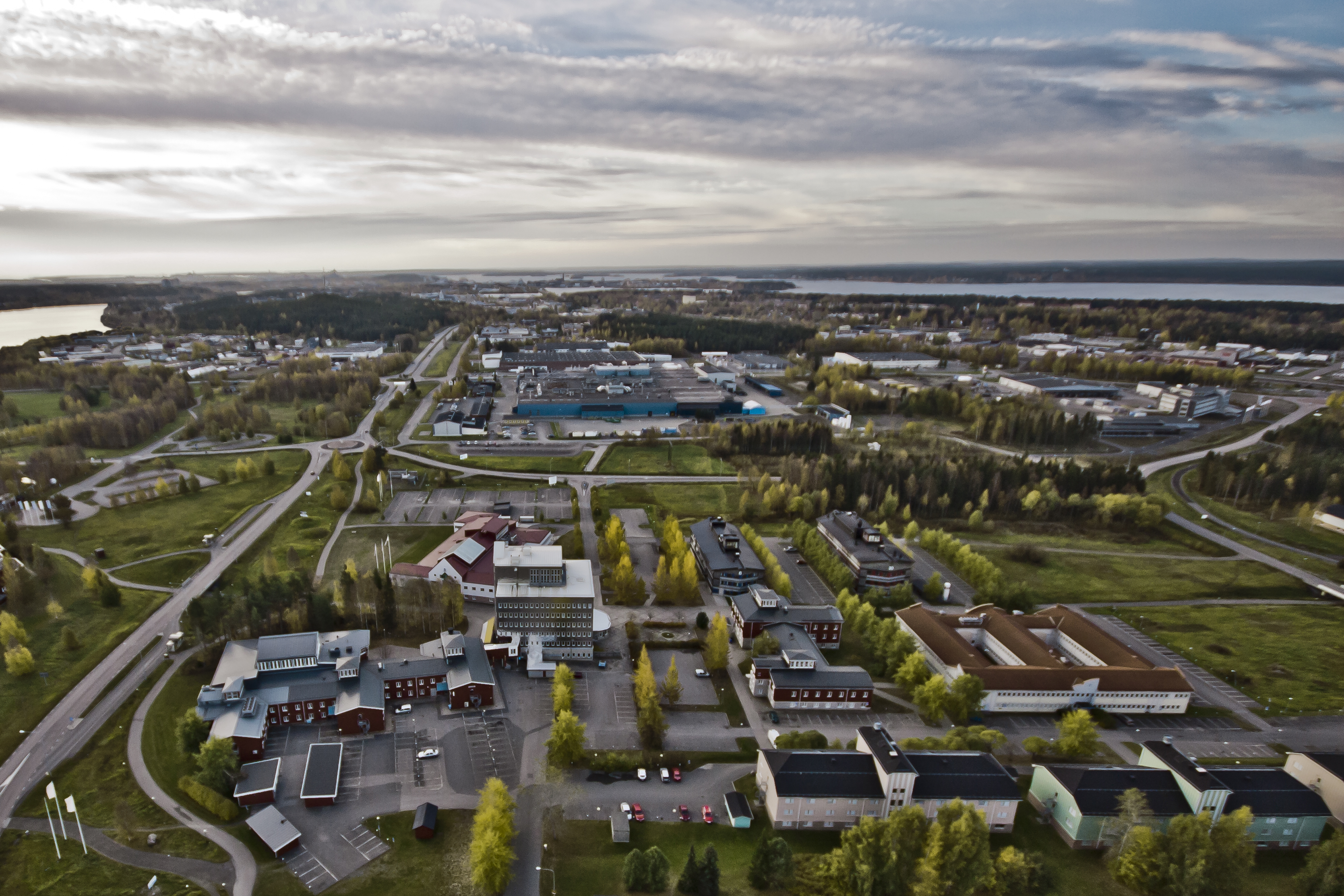
Luleå Science Park med Luleå centrum i bakgrunden.

Luleå Lokaltrafiks busslinjer 4 och 5 går till Aurorum.